# جاکومتی
جاکومتی (به ایتالیایی: Giacometti) نام خانوادگی ایتالیایی است و ممکن است به یکی از این افراد اشاره داشته باشد:
- آلبرتو جاکومتی نقاش و مجسمه‌ساز اهل سوئیس
- برونو جاکومتی معمار اهل سوئیس
- پائولو جاکومتی نمایشنامه‌نویس اهل ایتالیا